# Alvøyna
Alvøyna est une île norvégienne du comté de Hordaland appartenant administrativement à Øygarden.

## Description
Rocheuse et couverte d'une légère végétation, elle s'étend sur environ 496 m de longueur pour une largeur approximative de 367 m.